# Новозеландски сокол
Новозеландскиот сокол (науч. Falco novaeseelandiae) или кареареа (од маор. kārearea) једини ендемски соко на Новом Зеланду, а самим тим и једина ендемска птица грабљивица. Често се меша са нешто већом и раширенијом врстом барска еја (Circus approximans).
Новозеландски сокол је изузетно брза и окретна птица која достиже брзину лета од 200 км/ч. Већи део плена хвата на крилу и убија са зубом који се налази на кљуну, за разлику од других соколова који убијају свој плен са канџама.
Са распоном крила од око 45 цм и тежине ретко већe од 450 г, Новозеландски сокол је скоро дупло мањи од птице "Каху" (барска еја). Мужјаци су око 1/3 мањи од женки.